# Поплавко Юрій Михайлович
Поплавко Юрій Михайлович (18 жовтня 1934) — український вчений в галузі фізики діелектриків, педагог, доктор фізико-математичних наук, професор кафедри мікроелектроніки Національного технічного університету України «Київський політехнічний інститут імені Ігоря Сікорського».

## Життєпис
Народився 1934 року. Закінчив КПІ у 1957 р. і працює в ньому на посадах: інженера, асистента, доцента, а з 1976 р. — на посаді професора. У 1963 р. захистив кандидатську дисертацію з технічних наук, а у 1974 р. — докторську дисертацію з фізико-математичних наук. Підготував і читає курси: «Фізика твердого тіла», «Фізика діелектриків», «Магнітоелектроніка» та «Фізика фазових переходів».

## Наукова діяльність
Поплавко Ю. М. — відомий спеціаліст з фізики сегнетоелектриків та діелектриків. Опублікував більш 400 наукових праць, має більш як 20 свідоцтв на винаходи. Був науковим керівником багатьох важливих наукових робіт, у тому числі спільних проектів між Україною та Південною Кореєю, проекту Україна–США за програмою CRDF та спільних наукових проектів з Францією. 16 років керував Центрально-Українською секцією Міжнародного інституту Інженерів Електричної та Електронної Техніки (IEEE), зараз є довічним членом IEEE. За запрошенням зарубіжних університетів та фірм виступав з доповідями та лекціями у США, Німеччині, Великій Британії, Франції, Південній Кореї, Японії, Італії, Іспанії, Португалії, Болгарії тощо. Нагороджений знаком «Відмінник освіти України», званням «Соросівський професор», є Довічним стипендіатом Президента України.
Видав понад 15 навчальних посібників, підручників та монографій. За навчальні посібники тричі (1988, 2012 та 2017 рр.) був нагороджений Преміями і Дипломами КПІ. Працював у Методичній Раді інституту як керівник секції «Активне навчання студентів». За безпосередньої участі Поплавко Ю. М. було підготовлено близько 10000 інженерів з електронної техніки. Підготував понад 30 кандидатів та докторів наук. Створив наукову школу «Мікрохвильова діелектрична спектроскопія». Був членом Експертної Ради ВАК України. Натепер є членом двох спеціалізованих рад із захисту докторських дисертацій та членом двох редколегій наукових журналів.